# Надя Данова
Надя Христова Данова е българска историчка, известен неоелинист, професор, автор на множество изследвания в областта на балканската история, дългогодишна сътрудничка и за известен период директорка на Института за балканистика към БАН. Основни теми в изследванията ѝ са балканските национализми, Просвещението и Романтизмът на Балканите, образът на „Другия“, оформянето на националните идентичности и други. Данова е почетен професор на катедра „История и археология“ към Философския факултет на Атинския университет.

## Биография
Родена е на 3 март 1942 година в София. Завършва история и философия в Софийския университет. Получава докторска степен през 1968 година. От 1980 година е доцент, а от 1995 година – професор, доктор на историческите науки.
Данова е дъщеря на видния български историк на древността и траколог Христо М. Данов и правнучка на възрожденския учител и книжовник Христо Г. Данов.

## Избрана библиография
- „Националният въпрос в гръцките политически програми през ХIХ век“ (1980)
- „Константин Георгиев Фотинов в културното и идейно-политическото развитие на Балканите през ХIХ век“ (1994)
- „Иван Добровски в перспективата на българския ХIХ век“ (2008)